# Pseudomonas carboxydohydrogena
 'Pseudomonas' carboxydohydrogena es una especie microbiológica de proteobacteria Gram-negativa.  Siguiendo el análisis filogenético del ARN ribosómico 16S,  se determinó que  'P.' carboxydohydrogena seguía al linaje ARNr del Bradyrhizobium. Y aún no ha sido reclasificada.